# Feldhockey-Europameisterschaft der Herren 2021
Die Feldhockey-Europameisterschaft der Herren 2021 war die 18. Auflage der Feldhockey-Europameisterschaft. Sie fand vom 4. bis 12. Juni in Amstelveen (Niederlande) gemeinsam mit der Europameisterschaft der Damen statt. Der Titelverteidiger war Belgien, Austragungsort das Wagener-Stadion. Die Niederlande konnten zum sechsten Mal das Turnier gewinnen, in dem sie mit 3:2 nach Penaltyschießen gegen Deutschland gewannen. Platz drei konnte sich Belgien mit einem 3:2 gegen England sichern.
Ursprünglich sollte das Turnier vom 20. bis 29. August 2021 stattfinden. Aufgrund der Verschiebung der Olympischen Sommerspiele in Tokio wurde das Turnier von der EHF um mehr als zwei Monate nach vorne verlegt.

## Teilnehmer
Berechtigt zur Teilnahme sind neben dem niederländischen Team als Gastgeber die besten fünf Teams der letzten Europameisterschaft 2019 sowie die besten zwei Teams der Europameisterschaft der II. Division.
- Niederlande (Gastgeber)
- Belgien (Titelverteidiger)
- Spanien (Zweiter 2019)
- Deutschland (Vierter 2019)
- England (Fünfter 2019)
- Wales (Sechster 2019)
- Frankreich (Sieger B-Pool)
- Russland (Finalist B-Pool)

## Modus
Die Vorrunde wird in zwei Gruppen zu je vier Mannschaften im jeder-gegen-jeden-Format gespielt. Die ersten Zwei jeder Gruppe qualifizieren sich für das Semifinale. Wie im internationalen Hockey üblich wird ein Spiel um den dritten Platz ausgetragen. Die letzten Zwei beider Gruppen bilden die Gruppe C und spielen um die Teilnahme an der folgenden Europameisterschaft. Dabei nehmen die Mannschaften das Ergebnis gegen die Nation aus der eigenen Gruppe mit. Die beiden Letzten aus der Vierer-Gruppe steigen in den B-Pool ab und die zwei Ersten dürfen an der nächsten Europameisterschaft teilnehmen.

## Vorrunde

### Gruppe A
| Datum              | Team 1  | Team 2   | Ergebnis  |
| ------------------ | ------- | -------- | --------- |
| 5. Juni 2021 11:00 | England | Russland | 5:0 (0:0) |
| 5. Juni 2021 13:15 | Belgien | Spanien  | 4:2 (1:1) |
| 6. Juni 2021 17:30 | Spanien | Russland | 5:1 (4:0) |
| 6. Juni 2021 19:45 | England | Belgien  | 2:1 (1:1) |
| 8. Juni 2021 12:30 | Belgien | Russland | 9:2 (6:1) |
| 8. Juni 2021 17:00 | Spanien | England  | 2:3 (1:2) |

| Rang | Land     | Spiele | S | U | N | Tore | Differenz | Punkte |
| ---- | -------- | ------ | - | - | - | ---- | --------- | ------ |
| 1    | England  | 3      | 3 | 0 | 0 | 10:3 | +7        | 9      |
| 2    | Belgien  | 3      | 2 | 0 | 1 | 14:6 | +8        | 6      |
| 3    | Spanien  | 3      | 1 | 0 | 2 | 9:8  | +1        | 3      |
| 4    | Russland | 3      | 0 | 0 | 3 | 3:19 | −16       | 0      |

Legende: qualifiziert für die Finalspiele, Teilnahme an der Abstiegsrunde

### Gruppe B
| Datum              | Team 1      | Team 2      | Ergebnis  |
| ------------------ | ----------- | ----------- | --------- |
| 4. Juni 2021 17:00 | Deutschland | Wales       | 8:1 (4:1) |
| 4. Juni 2021 20:00 | Niederlande | Frankreich  | 3:0 (2:0) |
| 5. Juni 2021 20:15 | Frankreich  | Wales       | 2:3 (1:2) |
| 6. Juni 2021 15:00 | Deutschland | Niederlande | 2:2 (0:1) |
| 8. Juni 2021 14:45 | Frankreich  | Deutschland | 5:6 (5:3) |
| 8. Juni 2021 20:00 | Niederlande | Wales       | 6:0 (3:0) |

| Rang | Land        | Spiele | S | U | N | Tore | Differenz | Punkte |
| ---- | ----------- | ------ | - | - | - | ---- | --------- | ------ |
| 1    | Niederlande | 3      | 2 | 1 | 0 | 11:2 | +9        | 7      |
| 2    | Deutschland | 3      | 2 | 1 | 0 | 16:8 | +8        | 7      |
| 3    | Wales       | 3      | 1 | 0 | 2 | 4:16 | −13       | 3      |
| 4    | Frankreich  | 3      | 0 | 0 | 3 | 7:12 | −5        | 0      |

Legende: qualifiziert für die Finalspiele, Teilnahme an der Abstiegsrunde

## Abstiegsrunde

### Gruppe C
| Datum               | Team 1   | Team 2     | Ergebnis  |
| ------------------- | -------- | ---------- | --------- |
| 10. Juni 2021 12:30 | Russland | Frankreich | 5:6 (2:2) |
| 10. Juni 2021 14:45 | Spanien  | Wales      | 6:1 (2:0) |
| 11. Juni 2021 13:45 | Spanien  | Frankreich | 2:3 (2:1) |
| 11. Juni 2021 21:00 | Wales    | Russland   | 3:3 (2:1) |

In die Wertung der Abstiegsrunde wird das Spiel der Vorrunde zwischen den beiden Mannschaften derselben Gruppe übernommen.
| Rang | Land       | Spiele | S | U | N | Tore  | Differenz | Punkte |
| ---- | ---------- | ------ | - | - | - | ----- | --------- | ------ |
| 1    | Spanien    | 3      | 2 | 0 | 1 | 13:5  | +8        | 6      |
| 2    | Frankreich | 3      | 2 | 0 | 1 | 11:10 | +1        | 6      |
| 3    | Wales      | 3      | 1 | 1 | 1 | 7:11  | −4        | 4      |
| 4    | Russland   | 3      | 0 | 1 | 2 | 9:14  | −5        | 1      |

Legende: qualifiziert für die Feldhockey-Europameisterschaft der Herren 2023, Abstieg in die EuroHockey Nations Trophy 2023

## Finalrunde

### Halbfinale
| Datum               | Team 1      | Team 2      | Ergebnis  |
| ------------------- | ----------- | ----------- | --------- |
| 10. Juni 2021 17:00 | England     | Deutschland | 2:3 (1:3) |
| 10. Juni 2021 20:00 | Niederlande | Belgien     | 5:3 (0:0) |

### Spiel um Platz 3
| Datum               | Team 1  | Team 2  | Ergebnis  |
| ------------------- | ------- | ------- | --------- |
| 12. Juni 2021 10:00 | England | Belgien | 2:3 (0:1) |

### Finale
| Datum               | Team 1      | Team 2      | Ergebnis     |
| ------------------- | ----------- | ----------- | ------------ |
| 12. Juni 2021 12:30 | Deutschland | Niederlande | 2:2 (1:4 SO) |

## Abschlusstabelle
| Pl. | Mannschaft  |
| --- | ----------- |
|     | Niederlande |
|     | Deutschland |
|     | Belgien     |
| 4   | England     |
| 5   | Spanien     |
| 6   | Frankreich  |
| 7   | Wales       |
| 8   | Russland    |

Legende: Abstieg in die EuroHockey Nations Trophy 2023

## Medaillengewinner
| Platz | Land        | Sportler |
| ----- | ----------- | --- |
| 1     | Niederlande | Maurits Visser, Pirmin Blaak, Jeroen Hertzberger, Lars Balk, Thijs van Dam, Jonas de Geus, Jorrit Croon, Billy Bakker, Seve van Ass, Glenn Schuurman, Sander de Wijn, Robbert Kemperman, Mirco Pruijser, Joep de Mol, Thierry Brinkman, Jip Janssen, Mink van der Weerden, Justen Blok, ohne Einsatz: Roel Bovendeert                                             |
| 2     | Deutschland | Victor Aly, Alexander Stadler, Lukas Windfeder, Linus Müller, Martin Häner, Paul-Philipp Kaufmann, Niklas Wellen, Constantin Staib, Timm Herzbruch, Tobias Hauke, Christopher Rühr, Justus Weigand, Martin Zwicker, Florian Fuchs, Benedikt Fürk, Niklas Bosserhoff, Timur Oruz, Johannes Große, ohne Einsatz: Teo Hinrichs, Marco Miltkau                        |
| 3     | Belgien     | Vincent Vanasch, Loic Van Doren, Arthur Van Doren, John-John Dohmen, Florent Van Aubel, Sébastien Dockier, Cédric Charlier, Gauthier Boccard, Nicolas De Kerpel, Alexander Hendrickx, Thomas Briels, Félix Denayer, Simon Gougnard, Arthur De Sloover, Antoine Kina, Loïck Luypaert, Victor Wegnez, Tom Boon, ohne Einsatz Nicolas Poncelet und Augustin Meurmans |